# Peromnion jamesonii
Peromnion jamesonii là một loài Rêu trong họ Bryaceae. Loài này được (Taylor) A. Jaeger mô tả khoa học đầu tiên năm 1875.